# TU (堂本刚)
《TU》是堂本剛總計發行的第9張專輯。於2015年5月20日由SHAMANIPPON發行。

## 概要
堂本剛於其36岁生日2015年4月10日0時0分，在其官網「SHAMANIPPON」發表本作品發行的消息。本作品是自2014年發行的《shamanippon -色顏的命生-》以來，相隔1年3個月的作品。
本作為堂本剛SOLO project「shamanippon」的第三張專輯。本作並沒有像前兩作品一樣以shamanippon冠名亦沒有繼續使用副標題，而是直接使用『TU』作為本作名稱。TU是堂本剛用靈魂、FUNK精神製作出的最新專輯，從封面到樂曲都充滿Crystal永恆的概念。FUNK風格經典曲滿載，曲中蘊含著堂本剛對於「現在」這個時代的訊息。
『TU』其實是2014年在堂本剛與Band Member之間的流行述語，常會用於替代日語中的「とう」和「す」等發音，例如把「ありがとう」(謝謝)變成「ありが TU」。
佐佐木润首次作為Band Member参加，亦為本作品擔任编曲。
前作以后發表的作品，在2014年用Web限定發售的單曲「PANTIES が だしたいんだ どしても」中的2曲：「紅得像戀愛 紅得像愛情」和「就是想FUNK」亦被收錄於本作之中，而
果真 剛剛好版（初回版A）則特別收錄2014年首次在平安神宮演唱的好評歌曲「鮮紅跳動的心」。
除此之外，堂本剛的個人首張黑膠唱片（れこーどうもとつよし）亦以完全予約生産限定模式於同年9月2日發行。黑膠唱片預定會收錄本專輯其中8首歌曲。(黑膠唱片發行時為其中10首歌曲收錄)
在Oricon的專輯周榜中，獲得初登場的第一位。是繼《shamanippon -量力的人-》（2012年4月發行）、《翻唱河馬》（2013年5月發行）及《shamanippon -色顏的命生-》來連續4作品，總計7作品獲得專輯周榜的第一位。

## 收錄歌曲
※全曲作詞作曲：堂本剛

### どうも とくべつよしちゃん盤（初回盤A） (台壓版: 果真 剛剛好版（初回版A）)

#### CD
1. Tu FUNK
2. 靈魂西打
3. 心眼 接吻
4. 人類的這裡
5. Funky咋舌
6. EENEN
7. 真命天女
8. 紅得像戀愛 紅得像愛情
9. 鮮紅跳動的心 ※僅於初回盤A中收錄

#### DVD
1. 「就是想FUNK」 音樂錄影帶&幕後花絮

### とくべつよしちゃん盤（初回盤B）(台壓版: 剛剛好版（初回版B）)

#### CD
1. Tu FUNK
2. EENEN
3. Funky咋舌
4. 人類的這裡
5. 心眼 接吻
6. 真命天女
7. 靈魂西打
8. 紅得像戀愛 紅得像愛情
9. 尚未 見到 最愛 ※僅於初回盤B中收錄

#### DVD
1. Live 2014"FUNK詩謡夏私乱"Tour Documentary?

### ふつうよし盤（通常盤）(台壓版: 普通剛好版（普通版）)

#### CD
1. Tu FUNK
2. 生與命 ※僅於通常盤中收錄
3. Funky咋舌
4. EENEN
5. 真命天女
6. 紅得像戀愛 紅得像愛情
7. Heart Disc ※僅於通常盤中收錄
8. 就是想FUNK ※僅於通常盤中收錄
9. 人類的這裡
10. 靈魂西打
11. 心眼 接吻
12. 現在 和你 共度人生 ※僅於通常盤中收錄

### れこーどうもとつよし（黑膠碟(LP)）
side A
1. Tu FUNK
2. EENEN
3. Funky舌鼓
4. 生與命
5. Heart Disc

side B
1. 就是想FUNK
2. 心眼 接吻
3. 真命天女
4. 人類的這裡
5. 現在 和你 共度人生

### 出典
1. ↑  . SHAMANIPPON公式ページ.   [2015-04-12]. （原始内容存档于2015-04-08）.
2. ↑  . 音楽ナタリー.   [2015-04-12]. （原始内容存档于2015-04-30）.
3. ↑  . ORICON STYLE.   [2015-05-26]. （原始内容存档于2015-05-26）.